# Albert Bahhuth

Bischofswappen von Albert Matta Bahhuth

Albert Matta Bahhuth (* 6. Oktober 1956 in Beirut) ist ein libanesisch-US-amerikanischer römisch-katholischer Geistlicher und Weihbischof in Los Angeles.

## Leben
Albert Bahhuth erwarb zunächst einen Bachelor in Chemieingenieurwesen an der Missouri University of Science and Technology und wurde nach weiteren Studien in diesem Fach an der University of Mississippi promoviert. Nach einigen Jahren der Tätigkeit in diesem Beruf trat er in das Saint John’s Seminary in Camarillo ein und schloss seine kirchlichen Studien mit dem Master of Divinity ab. Am 1. Juni 1996 empfing er in der alten Kathedrale St. Vibiana durch Roger Michael Kardinal Mahony das Sakrament der Priesterweihe für das Erzbistum Los Angeles.
Neben verschiedenen Aufgaben in der Pfarrseelsorge war er von 2015 bis 2020 Generalvikar des Erzbistums Los Angeles. Ab 2021 war er Pfarrer der Pfarrei Holy Hamily in South Pasadena.
Papst Franziskus ernannte ihn am 18. Juli 2023 zum Titularbischof von Vadesi und zum Weihbischof in Los Angeles. Der Erzbischof von Los Angeles, José Horacio Gómez, spendete ihm und den mit ihm ernannten Weihbischöfen Matthew Elshoff OFMCap, Brian Nunes und Slawomir Szkredka am 26. September desselben Jahres in der Kathedrale Unserer Lieben Frau von den Engeln die Bischofsweihe.  Mitkonsekratoren war Gerald Eugene Wilkerson, emeritierter Weihbischof, sowie Alejandro Aclan, Weihbischof in Los Angeles. Sein Wahlspruch lautet Go make disciples (deutsch: Geht, macht [sie] zu Jüngern, nach Mt 28,19 ).
Albert Bahhuth ist Großoffizier im Ritterorden vom Heiligen Grab zu Jerusalem.